# Allantogonus longifilus
Allantogonus longifilus är en mångfotingart som beskrevs av Carl Graf Attems 1935. Allantogonus longifilus ingår i släktet Allantogonus och familjen Odontopygidae. Inga underarter finns listade i Catalogue of Life.